# AXIN2
AXIN2は、ヒトではAXIN2遺伝子によってコードされるタンパク質である。Axil（axin-like protein）、コンダクチン（conductin）の名称でも知られる。

## 機能
AXIN2は齧歯類ホモログであるマウスのコンダクチン/Axilと同様に、Wntシグナル伝達経路においてβ-カテニンの安定性の調節に重要な役割を果たしていると考えられる。マウスでは、コンダクチンはAPC、β-カテニン、GSK3βとともに多タンパク質複合体（β-カテニン分解複合体）を形成し、β-カテニンの分解をもたらす。AXIN1とAXIN2は発がん性β-カテニンシグナルの制御において相乗的に機能するため、がん研究ではAXINタンパク質に大きな関心が寄せられている。重要なことに、β-カテニン分解複合体の活性はタンキラーゼ阻害剤によって増加するため、β-カテニン依存的ながんに対する治療の選択肢となる可能性がある。

## 臨床的意義
β-カテニンの分解は多くの悪性腫瘍の発生において重要なイベントとなっている。AXIN2遺伝子は17q23-q24にマッピングされ、この領域は乳がん、神経芽腫やその他の腫瘍で高頻度のヘテロ接合性喪失がみられる。この遺伝子の変異はミスマッチ修復に欠陥を有する大腸がんや肝臓腫瘍の患者で見つかっている。
歯、唇、口蓋形成の最も重要なイベントはほぼ同時に生じる。1本以上の永久歯の先天的欠損によって定義される歯数不足症はヒトの歯の異常として最も一般的であり、世界中の人口の約20%が影響を受けている。AXIN2遺伝子の多型は歯数不足症と乏歯症（6本以上の永久歯の欠損）の双方と関係している可能性がある。
フィンランドの家族で発見されたAXIN2の変異（1966C>T）は、無歯症と結腸新生物の双方と関係している。この変異は、初期に歯の発生に異常をもたらし、後にポリープそして最終的に結腸がんの発生に寄与しているようであり、永久歯の欠損が結腸がん感受性の指標となる可能性を示唆している。歯科医は少なくともこうした関係を認識している必要があり、無歯症の症例を発見してより完全な遺伝子診断の検査へ進めることができる必要がある。これは、分子遺伝学的発見と従来の学問分野との相互作用を示す一例である。

## 相互作用
AXIN2はGSK3Bと相互作用することが示されている。

## 関連文献
- “Modulation of Wnt signaling by Axin and Axil”. Cytokine Growth Factor Rev. 10 (3–4):  255–65. (2000). doi:10.1016/S1359-6101(99)00017-9. PMID 10647780.
- “Colorectal cancer and genetic alterations in the Wnt pathway”. Oncogene 25 (57):  7531–7. (2007). doi:10.1038/sj.onc.1210059. PMID 17143297.
- “Normalization and subtraction: two approaches to facilitate gene discovery”. Genome Res. 6 (9):  791–806. (1997). doi:10.1101/gr.6.9.791. PMID 8889548.
- “Mutations in AXIN2 cause colorectal cancer with defective mismatch repair by activating beta-catenin/TCF signalling”. Nat. Genet. 26 (2):  146–7. (2000). doi:10.1038/79859. PMID 11017067.
- “Genomic structure, chromosome mapping and expression analysis of the human AXIN2 gene”. Cytogenet. Cell Genet. 93 (1–2):  26–8. (2001). doi:10.1159/000056942. PMID 11474173.
- “Activation of AXIN2 expression by beta-catenin-T cell factor. A feedback repressor pathway regulating Wnt signaling”. J. Biol. Chem. 277 (24):  21657–65. (2002). doi:10.1074/jbc.M200139200. PMID 11940574.
- “Subcellular distribution of Wnt pathway proteins in normal and neoplastic colon”. Proc. Natl. Acad. Sci. U.S.A. 99 (13):  8683–8. (2002). doi:10.1073/pnas.122235399. PMC 124359. PMID 12072559.
- “Wnt/beta-catenin and estrogen signaling converge in vivo”. J. Biol. Chem. 279 (39):  40255–8. (2004). doi:10.1074/jbc.C400331200. PMID 15304487.
- “Expression of axin2 is regulated by the alternative 5'-untranslated regions of its mRNA”. J. Biol. Chem. 280 (9):  8581–8. (2005). doi:10.1074/jbc.M410806200. PMID 15611123.
- “E2F1 up-regulates the expression of the tumour suppressor axin2 both by activation of transcription and by mRNA stabilisation”. Biochem. Biophys. Res. Commun. 329 (4):  1267–74. (2005). doi:10.1016/j.bbrc.2005.02.102. PMID 15766563.
- “Epigenetic silencing of AXIN2 in colorectal carcinoma with microsatellite instability”. Oncogene 25 (1):  139–46. (2006). doi:10.1038/sj.onc.1209009. PMID 16247484.
- “Axin is a scaffold protein in TGF-β signaling that promotes degradation of Smad7 by Arkadia”. EMBO J. 25 (8):  1646–58. (2006). doi:10.1038/sj.emboj.7601057. PMC 1440825. PMID 16601693.
- “Low frequency of AXIN2 mutations and high frequency of MUTYH mutations in patients with multiple polyposis”. Hum. Mutat. 27 (10):  1064. (2006). doi:10.1002/humu.9460. PMID 16941501.